# Hambach (Niederzier)
Hambach ist ein nordwestlicher Ortsteil von Niederzier im Kreis Düren. Sehenswert sind das Schloss Hambach und die Burg Obbendorf. Nach dem Ort sind der Hambacher Forst und der Tagebau Hambach benannt.

## Lage
Hambach liegt in der Jülich-Zülpicher Börde in den Niederungen des Ellebachs, der am westlichen Ortsrand vorbeifließt. Durch den Ort verlaufen die Kreisstraßen 2 und 22. Nordwestlich des Ortes erstreckt sich der Selgenbusch (Westteil des Hambacher Forsts), in dem sich das Forschungszentrum Jülich befindet, im Norden erhebt sich die Sophienhöhe, dort erstreckte sich bis zum Aufschluss des Tagebaus der Große Forst (Ostteil des Hambacher Forsts). Östlich der Ortslage befindet sich der Tagebau Hambach. Nachbarorte sind Niederzier im Süden, im Westen Daubenrath, Krauthausen und Selgersdorf und im Nordwesten Stetternich.

## Geschichte
Bis Ende des 18. Jahrhunderts gehören die Ortschaften der heutigen Gemeinde Niederzier unter pfalz-bayerischer Hoheit zum Herzogtum Jülich, wobei Ellen, Hambach, Huchem, Krauthausen, Niederzier, Selhausen und Stammeln dem Dingstuhl Hambach angehören, welcher wiederum dem Amt Nörvenich unterstand. Oberzier gehört in jener Zeit zur Kellnerei Hambach im Amt Düren. Von 1798 bis 1814 war Hambach Sitz einer Mairie im Département de la Roer. In der Bevölkerungsliste des Jahres 1799 werden für Hambach 591 Einwohner und ein Bestand von 125 Häusern ausgewiesen.
Am 22. Februar 1945 begann die Operation Grenade; am 23. Februar überquerten westalliierte Truppen die Rur. In der Nacht vom 24. auf den 25. Februar beschossen sie Hambach; 126 deutsche Soldaten suchten in Kellern Deckung. Als US-Soldaten in Hambach einrückten, fiel kaum ein Schuss.
Von 1961 bis zur Eingemeindung lautete die Postleitzahl „5171 Hambach (über Jülich)“, von 1972 bis 1993 „5162 Niederzier“, seitdem „52382 Niederzier“.
Am 1. Januar 1972 wurde Hambach nach Niederzier eingemeindet. Ein kleiner unbewohnter Gemeindeteil kam nach Jülich.

## Verkehr
Die nächste Anschlussstelle ist „Düren“ an der A 4; die nächsten Bahnhöfe sind „Düren“ an der Strecke Köln – Aachen und „Krauthausen“ an der Strecke Jülich – Düren. Hambach ist an die AVV-Buslinie 238 des Rurtalbus in Richtung Düren und Jülich angebunden, wochentags verkehrt die Linie SB35 nach Merzenich und zum Forschungszentrum Jülich. Zusätzlich fährt zu bestimmten Zeiten ein Rufbus. 
| Linie      | Verlauf |
| ---------- | --- |
| 238        | Düren Bf/ZOB – StadtCenter – Arnoldsweiler – Ellen – Oberzier – Niederzier (– Berg) – Hambach – Stetternich – Jülich Bf/ZOB – Jülich Neues Rathaus – Walramplatz |
| SB35       | Schnellbus: Merzenich Bf – Ellen – Oberzier – Niederzier – Hambach – Forschungszentrum Jülich                                                                    |
| RufBus 234 | Rufbus: Niederzier – Hambach – Krauthausen (Mo–Fr vormittags und abends)                                                                                         |

## Persönlichkeiten
- Katrin Heß (* 1985), Schauspielerin, wohnt in Hambach

## Vereine
- St. Sebastianus Schützenbruderschaft Hambach 1607 e. V.
- Hambacher Spielverein 1919 e. V.
- Maiclub Hambach 1974 e. V.
- Musikkorps Hambach e. V.
- DJK „Löwe“ Hambach 1958 e. V.
- TC Hambach 1985 e. V.
- Tischtennisclub Hambach 1983 e. V.
- Ring Deutscher Bergingenieure (RDB) Bezirksgruppe Hambach / Mitte
- KG Böschremmele 1997 e. V.

## Galerie

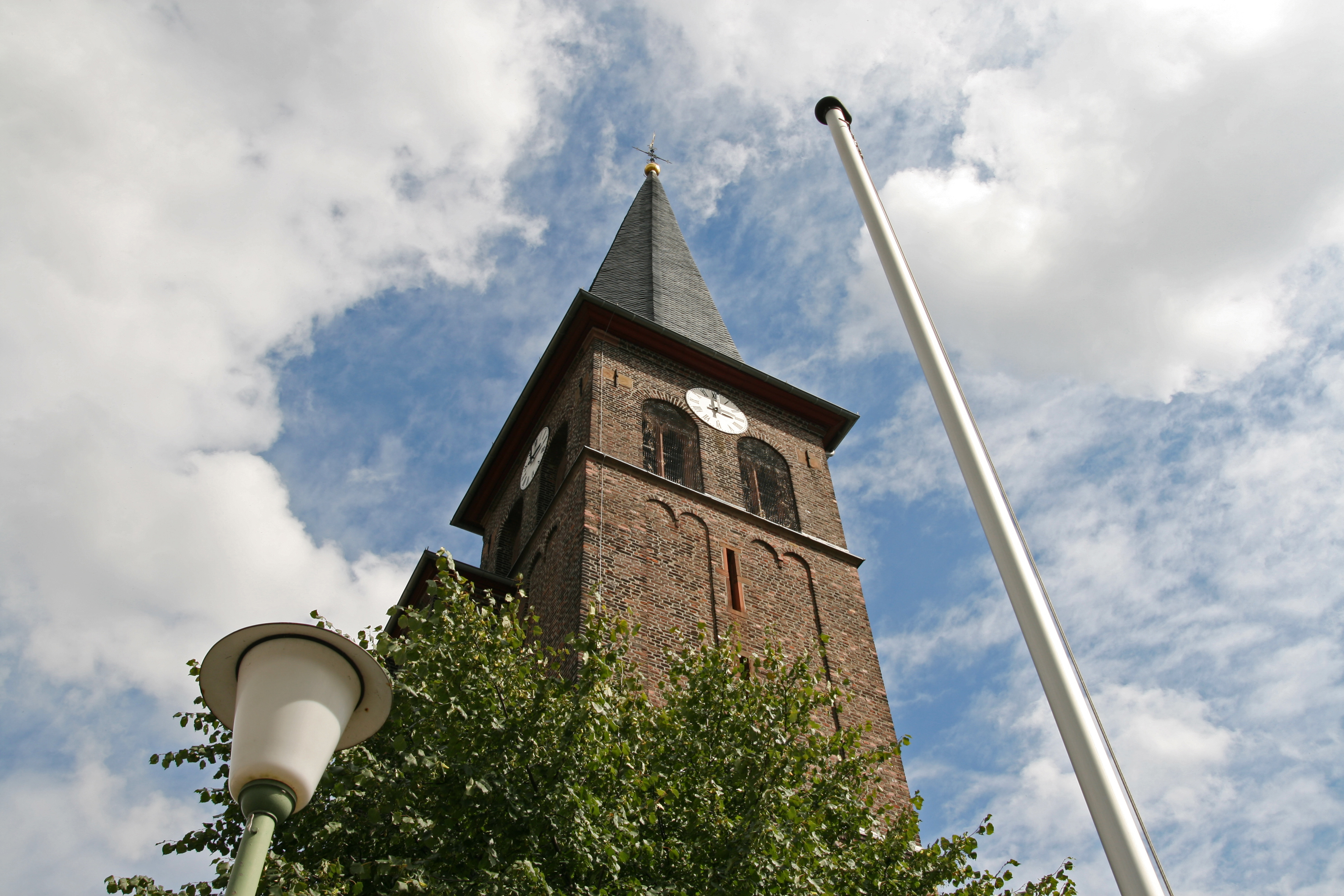
Pfarrkirche St. Antonius
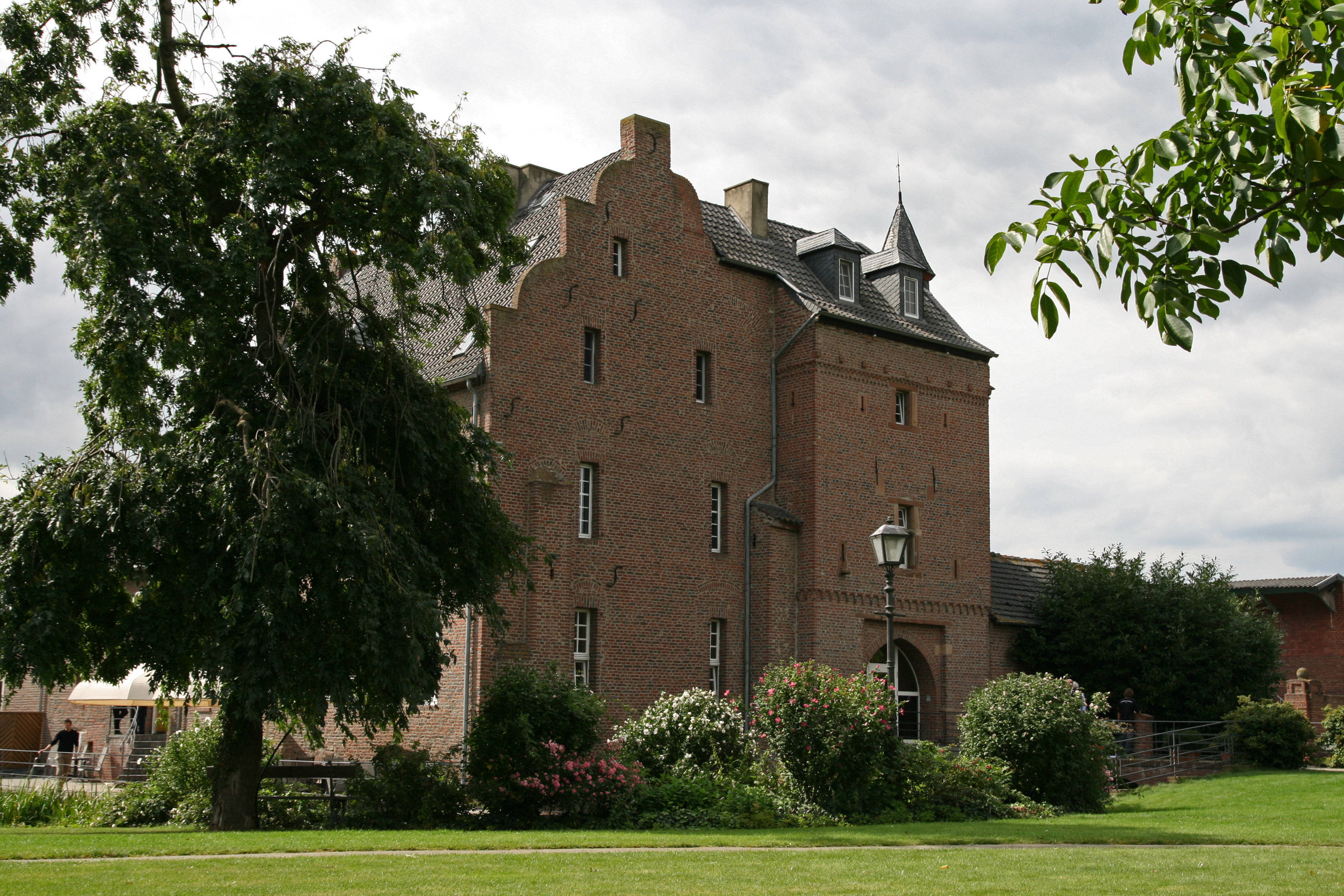
Burg Obbendorf
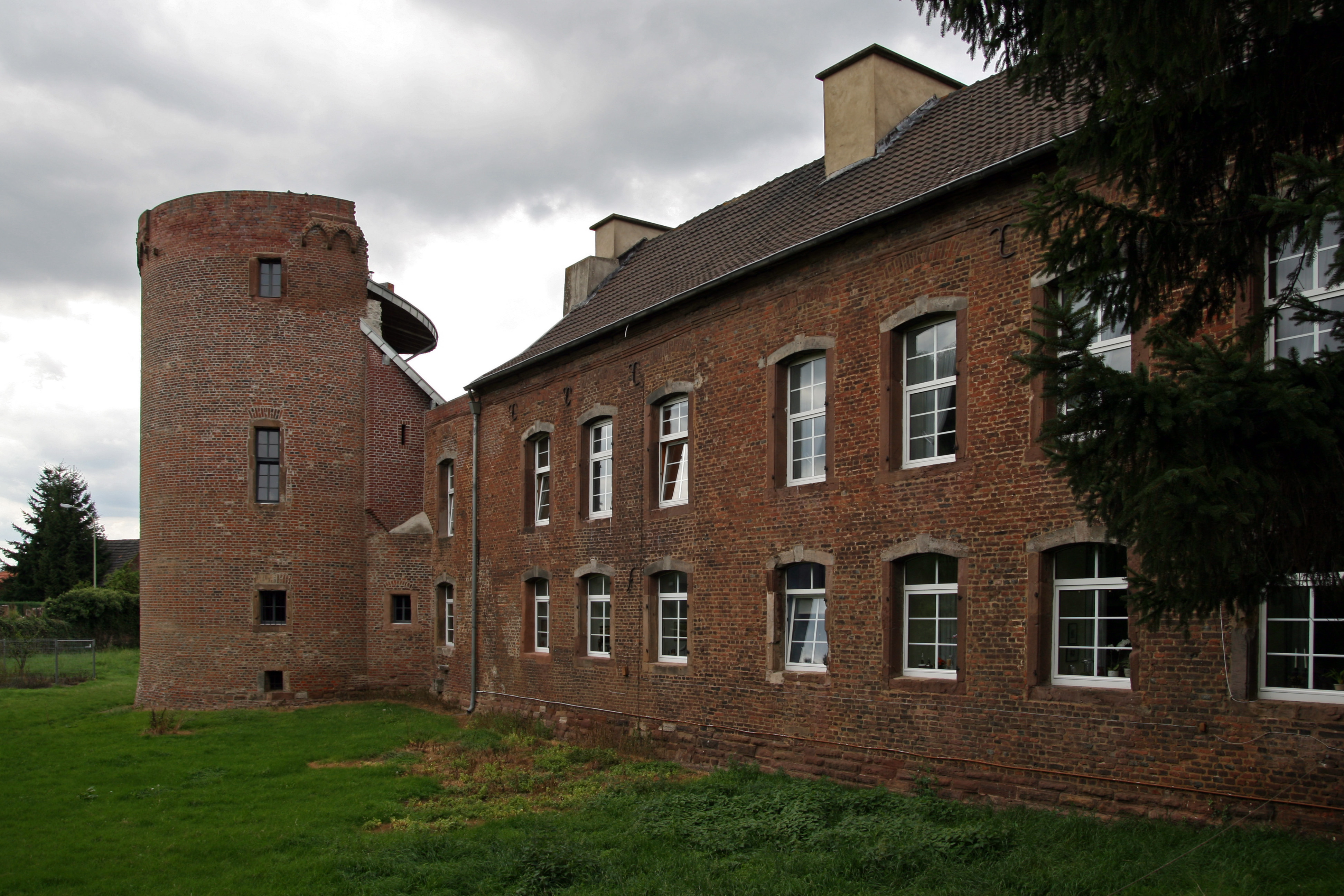
Schloss Hambach